# Wahlen zum Senat der Vereinigten Staaten 1940
Am 5. November 1940, bzw. am 9. September im Bundesstaat Maine, wurde in den Vereinigten Staaten ein Drittel der Mitglieder des US-Senats gewählt. Die Wahlen waren Teil der allgemeinen Wahlen zum 77. Kongress der Vereinigten Staaten in jenem Jahr, bei denen auch alle Abgeordneten des Repräsentantenhauses gewählt wurden. Gleichzeitig fand auch die Präsidentschaftswahl des Jahres 1940 statt, die der Demokrat Franklin D. Roosevelt zum dritten Mal in Folge gewann.
Seit der Verabschiedung des 17. Zusatzartikel zur Verfassung der Vereinigten Staaten im Jahr 1913 werden alle US-Senatoren in ihrem jeweiligen Bundesstaat direkt vom Volk ihres Staates gewählt. Dabei stellt jeder Bundesstaat 2 Senatoren. Nach der Verfassung der Vereinigten Staaten werden US-Senatoren auf sechs Jahre gewählt. Allerdings werden nie alle Senatsmitglieder gleichzeitig gewählt. Die Wahlen folgen einem Schema, wonach alle zwei Jahre ein Drittel der Senatoren zeitgleich mit den Wahlen zum US-Repräsentantenhaus gewählt werden. Zu diesem Zweck ist der Senat in drei Klassen eingeteilt, die das Wahljahr der Senatoren bestimmen. Im Jahr 1940 standen die Senatoren der Klasse I zur Wahl. Zu diesem Zeitpunkt bestanden die Vereinigten Staaten aus 48 Bundesstaaten. Daraus ergibt sich die Zahl von insgesamt 96 Senatoren, von denen 36 zur Wahl standen. Nach der Wahl hatten die Demokraten zwei Sitze im Vergleich zur Wahl von 1938 verloren, während die Republikaner 5 Sitze gewannen. Die Farmer and Labor Party in Minnesota verlor beide Sitze, nachdem ein Senator, der nicht zur Wahl stand zu den Republikanern wechselte und das andere Mandat bei dieser Wahl ebenfalls an die Republikaner fiel. Die Wahl von 1940 war die zweite von insgesamt fünf aufeinanderfolgenden Senatswahlen, bei denen die Demokraten Sitze an die Republikaner verloren. Dennoch behielten sie ihre Zweidrittelmehrheit.

## Senatszusammensetzung nach der Wahl
- Demokratische Partei: 66 (68)[1]
- Republikanische Partei: 28 (23)
- Farmer and Labor Party in Minnesota: 0 (2)
- Progressive Party 1 (1)
- Sonstige 1 (1) (Unabhängiger in Nebraska)

Gesamt: 96
In Klammern sind die Ergebnisse der letzten Wahlen vom 8. November 1938. Veränderungen im Verlauf der Legislaturperiode, die nicht die Wahlen an sich betreffen, sind bei diesen Zahlen nicht berücksichtigt. Werden aber im Artikel über den 77. Kongress im Abschnitt über die Mitglieder des Senats bei den entsprechenden Namen der Senatoren vermerkt.
Zu Veränderungen nach der Wahl siehe auch Liste der Mitglieder des Senats im 77. Kongress der Vereinigten Staaten.